# Primera Federación 2025-26
La temporada 2025-26 de la Primera Federación de fútbol corresponde a la quinta edición de este campeonato que ocupa el tercer nivel en el Sistema de ligas de fútbol de España. La fase regular dará comienzo el 31 de agosto de 2025 y terminará el 24 de mayo de 2026. Posteriormente se disputará la promoción de ascenso en junio.

## Sistema de competición
Participan cuarenta clubes, encuadrados en dos grupos de veinte equipos, según los siguientes criterios de proximidad geográfica:
Se enfrentan en cada grupo todos contra todos en dos ocasiones -una en campo propio y otra en campo contrario- durante un total de 38 jornadas. El orden de los encuentros se decidirá por sorteo antes de empezar la competición. La Real Federación Española de Fútbol será la responsable de designar las fechas de los partidos y los árbitros de cada encuentro, reservando al equipo local la potestad de fijar el horario exacto de cada encuentro.
El ganador de un partido obtiene tres puntos, el perdedor cero puntos, y en caso de empate hay un punto para cada equipo.
Al término del campeonato, los campeones de cada grupo, ascienden de forma directa a la Segunda División y son acreedores de la Copa Campeón, y los clasificados entre el segundo y el quinto lugar disputan la promoción de ascenso. Los emparejamientos se realizarán enfrentando al segundo de un grupo con el quinto del otro y el tercero contra el cuarto. Esta promoción tiene formato de eliminación directa a doble partido, con prórroga si es necesario, y en caso de empate se clasifica el que mejor puesto haya obtenido en la liga regular; los duelos entre equipos con el mismo puesto durante la fase regular se decidirán por penaltis. Los dos vencedores de las dos eliminatorias finales, también ascienden a la Segunda División, para la temporada siguiente.
Los cinco últimos equipos clasificados de cada grupo, descienden directamente a la Segunda Federación, para la temporada siguiente.

## Equipos participantes
| Equipo                         | Localidad             | Estadio                                           | Capacidad | Entrenador                | Capitán       |
| ------------------------------ | --------------------- | ------------------------------------------------- | --------- | ------------------------- | ------------- |
| A. D. Alcorcón                 | Alcorcón              | Estadio Santo Domingo                             | 5880      | Pablo Álvarez             |               |
| Algeciras C. F.                | Algeciras             | Estadio Nuevo Mirador                             | 7200      | Javi Vázquez              |               |
| Antequera C. F.                | Antequera             | Estadio El Maulí                                  | 4500      | Abel Gómez                |               |
| Arenas Club                    | Guecho                | Campo Municipal de Gobela                         | 1200      | Jon Erice                 |               |
| C. D. Arenteiro                | Carballino            | Estadio de Espiñedo                               | 2500      | Jesús Arribas             |               |
| Atlético de Madrid "B"         | Madrid                | Estadio Cerro del Espino                          | 3800      | Fernando Torres           |               |
| Atlético Sanluqueño            | Sanlúcar de Barrameda | Estadio Municipal El Palmar "Juan Mateos Padilla" | 6000      | José Manuel Pérez Herrera |               |
| Barakaldo C. F.                | Baracaldo             | Estadio de Lasesarre                              | 7960      | Imanol de la Sota         |               |
| Betis Deportivo                | Sevilla               | Ciudad Deportiva Luis del Sol                     | 2100      | Javier Medina             |               |
| Bilbao Athletic                | Bilbao                | Instalaciones de Lezama                           | 3250      | Jokin Aranbarri           |               |
| C. P. Cacereño                 | Cáceres               | Príncipe Felipe                                   | 7000      | Julio Cobos Moreno        | Deco          |
| F. C. Cartagena                | Cartagena             | Estadio Cartagonova                               | 14 353    | Javi Rey                  |               |
| R. C. Celta Fortuna            | Vigo                  | Campo Municipal de Barreiro                       | 4500      | Fredi Álvarez             |               |
| C. D. Eldense                  | Elda                  | Nuevo Pepico Amat                                 | 5650      | Javi Cabello              |               |
| C. E. Europa                   | Barcelona             | Nou Sardenya                                      | 4000      | Aday Benítez              |               |
| Gimnàstic de Tarragona         | Tarragona             | Nou Estadi Costa Daurada                          | 14 591    | Luis César Sampedro       | Joan Oriol    |
| C. D. Guadalajara              | Guadalajara           | Estadio Pedro Escartín                            | 6000      | Pere Martí                |               |
| Hércules C. F.                 | Alicante              | Estadio José Rico Pérez                           | 29 500    | Rubén Torrecilla          | Carlos Abad   |
| U. D. Ibiza                    | Ibiza                 | Can Misses                                        | 6000      | Paco Jemez                |               |
| Juventud de Torremolinos C. F. | Torremolinos          | Estadio Municipal El Pozuelo                      | 3000      | Antonio Calderón Burgos   |               |
| C. D. Lugo                     | Lugo                  | Estadio Anxo Carro                                | 7114      | Yago Iglesias             |               |
| Marbella F. C.                 | Marbella              | Banús Football Center                             | 3000      | Carlos de Lerma           |               |
| A. D. Mérida                   | Mérida                | Estadio Romano José Fouto                         | 14 600    | Fran Beltrán              |               |
| C. A. Osasuna Promesas         | Pamplona              | Instalaciones de Tajonar                          | 1000      | Santi Castillejo          |               |
| Ourense C. F.                  | Orense                | Estadio de O Couto                                | 5659      | Pablo López Vidal         |               |
| S. D. Ponferradina             | Ponferrada            | El Toralín                                        | 8832      | Fernando Estévez          |               |
| Pontevedra C. F.               | Pontevedra            | Estadio de Pasarón                                | 12 000    | Rubén Domínguez           |               |
| Racing de Ferrol               | Ferrol                | Estadio de A Malata                               | 12 043    | Pablo López               |               |
| Real Avilés Industrial         | Avilés                | Román Suárez Puerta                               | 5400      | Javi Rozada               |               |
| Real Madrid Castilla           | Madrid                | Estadio Alfredo di Stefano                        | 5797      | Álvaro Arbeloa            |               |
| Real Murcia                    | Murcia                | Estadio Enrique Roca de Murcia                    | 31 179    | Joseba Etxeberria         |               |
| C. E. Sabadell                 | Sabadell              | Nova Creu Alta                                    | 11 908    | Ferran Costa              | Sergio Cortés |
| Sevilla Atlético               | Sevilla               | Estadio Jesús Navas                               | 8754      | Jesús Galván              |               |
| C. F. Talavera de la Reina     | Talavera de la Reina  | Estadio Municipal El Prado                        | 4200      | Diego Nogales             |               |
| S. D. Tarazona                 | Tarazona              | Estadio Municipal de Tarazona                     | 2500      | Juanma Barrero            |               |
| C. D. Tenerife                 | Tenerife              | Estadio Heliodoro Rodríguez López                 | 22 824    | Álvaro Cervera            |               |
| C. D. Teruel                   | Teruel                | Estadio de Pinilla                                | 5000      | Vicente Parras            |               |
| Unionistas de Salamanca C. F.  | Salamanca             | Estadio Municipal Reina Sofía                     | 4895      | Oriol Riera               |               |
| Villarreal C. F. "B"           | Villarreal            | Ciudad Deportiva José Manuel Llaneza              | 3500      | David Albelda             |               |
| Zamora C. F.                   | Zamora                | Estadio Ruta de la Plata                          | 7813      | Juan Sabas                |               |

## Ascensos y descensos
Un total de cuarenta equipos disputan la liga: veintiséis equipos que permanecen de la temporada anterior, cuatro equipos descendidos de la Segunda División de España 2024-25 y diez equipos ascendidos de la Segunda Federación 2024-25. La siguiente tabla muestra los intercambios de plazas previos al comienzo de la temporada actual:
| Pos.     | Ascendidos a 2.ª División    |
| -------- | ---------------------------- |
| 1.º (I)  | Cultural y Deportiva Leonesa |
| 1.º (II) | A. D. Ceuta F. C.            |
| 3º. (I)  | Real Sociedad "B"            |
| 4º. (I)  | F. C. Andorra                |

| Pos. | Descendidos de 2.ª División |
| ---- | --------------------------- |
| 19.º | C. D. Eldense               |
| 20.º | C. D. Tenerife              |
| 21.º | Racing de Ferrol            |
| 22.º | F. C. Cartagena             |

| Descendidos a 2.ª Federación | Descendidos a 2.ª Federación | Descendidos a 2.ª Federación | Descendidos a 2.ª Federación |
| Pos.                         | Equipo                       | Pos.                         | Equipo                       |
| ---------------------------- | ---------------------------- | ---------------------------- | ---------------------------- |
| 16.º (I)                     | Barça Atlétic                | 16.º (II)                    | C. F. Fuenlabrada            |
| 17.º (I)                     | Sestao River Club            | 17.º (II)                    | Yeclano Deportivo            |
| 18.º (I)                     | Real Unión de Irún           | 18.º (II)                    | C. D. Alcoyano               |
| 19.º (I)                     | Gimnástica Segoviana C. F.   | 19.º (II)                    | R. C. Recreativo de Huelva   |
| 20.º (I)                     | S. D. Amorebieta             | 20.º (II)                    | C. F. Intercity              |

| Ascendidos de 2.ª Federación | Ascendidos de 2.ª Federación  | Ascendidos de 2.ª Federación | Ascendidos de 2.ª Federación |
| Pos.                         | Equipo                        | Pos.                         | Equipo                       |
| ---------------------------- | ----------------------------- | ---------------------------- | ---------------------------- |
| 1.º (I)                      | Pontevedra C. F.              | 2.º (V)                      | C. P. Cacereño               |
| 1.º (II)                     | Arenas Club                   | 3.º (I)                      | Real Avilés I. C. F.         |
| 1.º (III)                    | C. E. Europa                  | 3.º (V)                      | C. F. Talavera de la Reina   |
| 1.º (IV)                     | Juventud de Torremolinos C.F. | 4.º (III)                    | C. E. Sabadell               |
| 1.º (V)                      | C. D. Guadalajara             | 5.º (II)                     | C. D. Teruel                 |

## Grupos

### Grupo I
| N.º | Com. autónoma       | Equipos                                                                                        |
| --- | ------------------- | ---------------------------------------------------------------------------------------------- |
| 6   | Galicia             | C. D. Arenteiro R. C. Celta Fortuna C. D. Lugo Ourense C. F. Pontevedra C. F. Racing de Ferrol |
| 3   | Castilla y León     | S. D. Ponferradina Unionistas de Salamanca C. F. Zamora C. F.                                  |
| 3   | País Vasco          | Arenas Club Barakaldo C. F. Bilbao Athletic                                                    |
| 2   | Castilla-La Mancha  | C. D. Guadalajara C. F. Talavera de la Reina                                                   |
| 2   | Extremadura         | C. P. Cacereño A. D. Mérida                                                                    |
| 1   | Asturias            | Real Avilés Industrial                                                                         |
| 1   | Canarias            | C. D. Tenerife                                                                                 |
| 1   | Comunidad de Madrid | Real Madrid Castilla                                                                           |
| 1   | Navarra             | C. A. Osasuna Promesas                                                                         |

#### Clasificación
| Pos. | Equipo                        | Pts. | PJ | G | E | P | GF | GC | Dif. | Clasificación 2025-26                                  |
| ---- | ----------------------------- | ---- | -- | - | - | - | -- | -- | ---- | ------------------------------------------------------ |
| 1    | Arenas Club                   | 0    | 0  | 0 | 0 | 0 | 0  | 0  | 0    | Ascenso a Segunda División y Copa del Rey              |
| 2    | C. D. Arenteiro               | 0    | 0  | 0 | 0 | 0 | 0  | 0  | 0    | Promoción de ascenso a Segunda División y Copa del Rey |
| 3    | Barakaldo C. F.               | 0    | 0  | 0 | 0 | 0 | 0  | 0  | 0    | Promoción de ascenso a Segunda División y Copa del Rey |
| 4    | Bilbao Athletic               | 0    | 0  | 0 | 0 | 0 | 0  | 0  | 0    | Promoción de ascenso a Segunda División y Copa del Rey |
| 5    | C. P. Cacereño                | 0    | 0  | 0 | 0 | 0 | 0  | 0  | 0    | Promoción de ascenso a Segunda División y Copa del Rey |
| 6    | R. C. Celta Fortuna           | 0    | 0  | 0 | 0 | 0 | 0  | 0  | 0    |                                                        |
| 7    | C. D. Guadalajara             | 0    | 0  | 0 | 0 | 0 | 0  | 0  | 0    |                                                        |
| 8    | C. D. Lugo                    | 0    | 0  | 0 | 0 | 0 | 0  | 0  | 0    |                                                        |
| 9    | A. D. Mérida                  | 0    | 0  | 0 | 0 | 0 | 0  | 0  | 0    |                                                        |
| 10   | C. A. Osasuna Promesas        | 0    | 0  | 0 | 0 | 0 | 0  | 0  | 0    |                                                        |
| 11   | Ourense C. F.                 | 0    | 0  | 0 | 0 | 0 | 0  | 0  | 0    |                                                        |
| 12   | S. D. Ponferradina            | 0    | 0  | 0 | 0 | 0 | 0  | 0  | 0    |                                                        |
| 13   | Pontevedra C. F.              | 0    | 0  | 0 | 0 | 0 | 0  | 0  | 0    |                                                        |
| 14   | Racing de Ferrol              | 0    | 0  | 0 | 0 | 0 | 0  | 0  | 0    |                                                        |
| 15   | Real Avilés Industrial        | 0    | 0  | 0 | 0 | 0 | 0  | 0  | 0    |                                                        |
| 16   | Real Madrid Castilla          | 0    | 0  | 0 | 0 | 0 | 0  | 0  | 0    | Descenso a Segunda Federación                          |
| 17   | C. F. Talavera de la Reina    | 0    | 0  | 0 | 0 | 0 | 0  | 0  | 0    | Descenso a Segunda Federación                          |
| 18   | C. D. Tenerife                | 0    | 0  | 0 | 0 | 0 | 0  | 0  | 0    | Descenso a Segunda Federación                          |
| 19   | Unionistas de Salamanca C. F. | 0    | 0  | 0 | 0 | 0 | 0  | 0  | 0    | Descenso a Segunda Federación                          |
| 20   | Zamora C. F.                  | 0    | 0  | 0 | 0 | 0 | 0  | 0  | 0    | Descenso a Segunda Federación                          |

Los primeros partidos se disputarán el 30 de agosto de 2025.
 Fuente: BeSoccer

#### Evolución de la clasificación
| Jornada                 | 1 | 2 | 3 | 4 | 5 | 6 | 7 | 8 | 9 | 10 | 11 | 12 | 13 | 14 | 15 | 16 | 17 | 18 | 19 | 20 | 21 | 22 | 23 | 24 | 25 | 26 | 27 | 28 | 29 | 30 | 31 | 32 | 33 | 34 | 35 | 36 | 37 | 38 |
| Equipo                  |   |   |   |   |   |   |   |   |   |    |    |    |    |    |    |    |    |    |    |    |    |    |    |    |    |    |    |    |    |    |    |    |    |    |    |    |    |    |
| ----------------------- | - | - | - | - | - | - | - | - | - | -- | -- | -- | -- | -- | -- | -- | -- | -- | -- | -- | -- | -- | -- | -- | -- | -- | -- | -- | -- | -- | -- | -- | -- | -- | -- | -- | -- | -- |
| Arenas                  |   |   |   |   |   |   |   |   |   |    |    |    |    |    |    |    |    |    |    |    |    |    |    |    |    |    |    |    |    |    |    |    |    |    |    |    |    |    |
| Arenteiro               |   |   |   |   |   |   |   |   |   |    |    |    |    |    |    |    |    |    |    |    |    |    |    |    |    |    |    |    |    |    |    |    |    |    |    |    |    |    |
| Barakaldo               |   |   |   |   |   |   |   |   |   |    |    |    |    |    |    |    |    |    |    |    |    |    |    |    |    |    |    |    |    |    |    |    |    |    |    |    |    |    |
| Bilbao Athletic         |   |   |   |   |   |   |   |   |   |    |    |    |    |    |    |    |    |    |    |    |    |    |    |    |    |    |    |    |    |    |    |    |    |    |    |    |    |    |
| Cacereño                |   |   |   |   |   |   |   |   |   |    |    |    |    |    |    |    |    |    |    |    |    |    |    |    |    |    |    |    |    |    |    |    |    |    |    |    |    |    |
| Celta Fortuna           |   |   |   |   |   |   |   |   |   |    |    |    |    |    |    |    |    |    |    |    |    |    |    |    |    |    |    |    |    |    |    |    |    |    |    |    |    |    |
| Guadalajara             |   |   |   |   |   |   |   |   |   |    |    |    |    |    |    |    |    |    |    |    |    |    |    |    |    |    |    |    |    |    |    |    |    |    |    |    |    |    |
| Lugo                    |   |   |   |   |   |   |   |   |   |    |    |    |    |    |    |    |    |    |    |    |    |    |    |    |    |    |    |    |    |    |    |    |    |    |    |    |    |    |
| Mérida                  |   |   |   |   |   |   |   |   |   |    |    |    |    |    |    |    |    |    |    |    |    |    |    |    |    |    |    |    |    |    |    |    |    |    |    |    |    |    |
| Osasuna Promesas        |   |   |   |   |   |   |   |   |   |    |    |    |    |    |    |    |    |    |    |    |    |    |    |    |    |    |    |    |    |    |    |    |    |    |    |    |    |    |
| Ourense                 |   |   |   |   |   |   |   |   |   |    |    |    |    |    |    |    |    |    |    |    |    |    |    |    |    |    |    |    |    |    |    |    |    |    |    |    |    |    |
| Ponferradina            |   |   |   |   |   |   |   |   |   |    |    |    |    |    |    |    |    |    |    |    |    |    |    |    |    |    |    |    |    |    |    |    |    |    |    |    |    |    |
| Pontevedra              |   |   |   |   |   |   |   |   |   |    |    |    |    |    |    |    |    |    |    |    |    |    |    |    |    |    |    |    |    |    |    |    |    |    |    |    |    |    |
| Racing de Ferrol        |   |   |   |   |   |   |   |   |   |    |    |    |    |    |    |    |    |    |    |    |    |    |    |    |    |    |    |    |    |    |    |    |    |    |    |    |    |    |
| Real Avilés Industrial  |   |   |   |   |   |   |   |   |   |    |    |    |    |    |    |    |    |    |    |    |    |    |    |    |    |    |    |    |    |    |    |    |    |    |    |    |    |    |
| Real Madrid Castilla    |   |   |   |   |   |   |   |   |   |    |    |    |    |    |    |    |    |    |    |    |    |    |    |    |    |    |    |    |    |    |    |    |    |    |    |    |    |    |
| Talavera de la Reina    |   |   |   |   |   |   |   |   |   |    |    |    |    |    |    |    |    |    |    |    |    |    |    |    |    |    |    |    |    |    |    |    |    |    |    |    |    |    |
| Tenerife                |   |   |   |   |   |   |   |   |   |    |    |    |    |    |    |    |    |    |    |    |    |    |    |    |    |    |    |    |    |    |    |    |    |    |    |    |    |    |
| Unionistas de Salamanca |   |   |   |   |   |   |   |   |   |    |    |    |    |    |    |    |    |    |    |    |    |    |    |    |    |    |    |    |    |    |    |    |    |    |    |    |    |    |
| Zamora                  |   |   |   |   |   |   |   |   |   |    |    |    |    |    |    |    |    |    |    |    |    |    |    |    |    |    |    |    |    |    |    |    |    |    |    |    |    |    |

(*) Con partido(s) pendiente(s).

#### Resultados
| Local \ Visitante      | ARC | ARE | BAK | ATH | CAC | CEL | GUA | LUG | MER | OSA | OUR | PON | POV | FER | AVI | RMC | TAL | TEN | UNI | ZAM |
| ---------------------- | --- | --- | --- | --- | --- | --- | --- | --- | --- | --- | --- | --- | --- | --- | --- | --- | --- | --- | --- | --- |
| Arenas Club            | —   |     |     |     |     |     |     |     |     |     |     |     |     |     |     |     |     |     |     |     |
| Arenteiro              |     | —   |     |     |     |     |     |     |     |     |     |     |     |     |     |     |     |     |     |     |
| Barakaldo              |     |     | —   |     |     |     |     |     |     |     |     |     |     |     |     |     |     |     |     |     |
| Bilbao Athletic        |     |     |     | —   |     |     |     |     |     |     |     |     |     |     |     |     |     |     |     |     |
| Cacereño               |     |     |     |     | —   |     |     |     |     |     |     |     |     |     |     |     |     |     |     |     |
| Celta Fortuna          |     |     |     |     |     | —   |     |     |     |     |     |     |     |     |     |     |     |     |     |     |
| Guadalajara            |     |     |     |     |     |     | —   |     |     |     |     |     |     |     |     |     |     |     |     |     |
| Lugo                   |     |     |     |     |     |     |     | —   |     |     |     |     |     |     |     |     |     |     |     |     |
| Mérida                 |     |     |     |     |     |     |     |     | —   |     |     |     |     |     |     |     |     |     |     |     |
| Osasuna Promesas       |     |     |     |     |     |     |     |     |     | —   |     |     |     |     |     |     |     |     |     |     |
| Ourense                |     |     |     |     |     |     |     |     |     |     | —   |     |     |     |     |     |     |     |     |     |
| Ponferradina           |     |     |     |     |     |     |     |     |     |     |     | —   |     |     |     |     |     |     |     |     |
| Pontevedra             |     |     |     |     |     |     |     |     |     |     |     |     | —   |     |     |     |     |     |     |     |
| Racing de Ferrol       |     |     |     |     |     |     |     |     |     |     |     |     |     | —   |     |     |     |     |     |     |
| Real Avilés Industrial |     |     |     |     |     |     |     |     |     |     |     |     |     |     | —   |     |     |     |     |     |
| Real Madrid Castilla   |     |     |     |     |     |     |     |     |     |     |     |     |     |     |     | —   |     |     |     |     |
| Talavera de la Reina   |     |     |     |     |     |     |     |     |     |     |     |     |     |     |     |     | —   |     |     |     |
| Tenerife               |     |     |     |     |     |     |     |     |     |     |     |     |     |     |     |     |     | —   |     |     |
| Unionistas             |     |     |     |     |     |     |     |     |     |     |     |     |     |     |     |     |     |     | —   |     |
| Zamora                 |     |     |     |     |     |     |     |     |     |     |     |     |     |     |     |     |     |     |     | —   |

#### Máximos goleadores
| Pos. | Jugador | Equipo | Goles | Partidos | Prom. |
| ---- | ------- | ------ | ----- | -------- | ----- |
| 1.º  |         |        |       |          |       |
| 2.º  |         |        |       |          |       |
| 3.º  |         |        |       |          |       |
| 4.º  |         |        |       |          |       |
| 5.º  |         |        |       |          |       |

### Grupo II
| N.º | Com. autónoma        | Equipos |
| --- | -------------------- | --- |
| 7   | Andalucía            | Algeciras C. F. Antequera C. F. Atlético Sanluqueño Betis Deportivo Juventud de Torremolinos C. F. Marbella F. C. Sevilla Atlético |
| 3   | Cataluña             | Gimnàstic de Tarragona C. E. Europa C. E. Sabadell                                                                                 |
| 3   | Comunidad Valenciana | C. D. Eldense Hércules C. F. Villarreal C. F. "B"                                                                                  |
| 2   | Aragón               | S. D. Tarazona C. D. Teruel |
| 2   | Comunidad de Madrid  | A. D. Alcorcón Atlético de Madrid "B"                                                                                              |
| 2   | Región de Murcia     | F. C. Cartagena Real Murcia |
| 1   | Islas Baleares       | U. D. Ibiza |

#### Clasificación
| Pos. | Equipo                         | Pts. | PJ | G | E | P | GF | GC | Dif. | Clasificación 2025-26                                  |
| ---- | ------------------------------ | ---- | -- | - | - | - | -- | -- | ---- | ------------------------------------------------------ |
| 1    | A. D. Alcorcón                 | 0    | 0  | 0 | 0 | 0 | 0  | 0  | 0    | Ascenso a Segunda División y Copa del Rey              |
| 2    | Algeciras C. F.                | 0    | 0  | 0 | 0 | 0 | 0  | 0  | 0    | Promoción de ascenso a Segunda División y Copa del Rey |
| 3    | Antequera C. F.                | 0    | 0  | 0 | 0 | 0 | 0  | 0  | 0    | Promoción de ascenso a Segunda División y Copa del Rey |
| 4    | Atlético de Madrid "B"         | 0    | 0  | 0 | 0 | 0 | 0  | 0  | 0    | Promoción de ascenso a Segunda División y Copa del Rey |
| 5    | Atlético Sanluqueño            | 0    | 0  | 0 | 0 | 0 | 0  | 0  | 0    | Promoción de ascenso a Segunda División y Copa del Rey |
| 6    | Betis Deportivo                | 0    | 0  | 0 | 0 | 0 | 0  | 0  | 0    |                                                        |
| 7    | F. C. Cartagena                | 0    | 0  | 0 | 0 | 0 | 0  | 0  | 0    |                                                        |
| 8    | C. D. Eldense                  | 0    | 0  | 0 | 0 | 0 | 0  | 0  | 0    |                                                        |
| 9    | C. E. Europa                   | 0    | 0  | 0 | 0 | 0 | 0  | 0  | 0    |                                                        |
| 10   | Gimnàstic de Tarragona         | 0    | 0  | 0 | 0 | 0 | 0  | 0  | 0    |                                                        |
| 11   | Hércules C. F.                 | 0    | 0  | 0 | 0 | 0 | 0  | 0  | 0    |                                                        |
| 12   | U. D. Ibiza                    | 0    | 0  | 0 | 0 | 0 | 0  | 0  | 0    |                                                        |
| 13   | Juventud de Torremolinos C. F. | 0    | 0  | 0 | 0 | 0 | 0  | 0  | 0    |                                                        |
| 14   | Marbella F. C.                 | 0    | 0  | 0 | 0 | 0 | 0  | 0  | 0    |                                                        |
| 15   | Real Murcia                    | 0    | 0  | 0 | 0 | 0 | 0  | 0  | 0    |                                                        |
| 16   | C. E. Sabadell                 | 0    | 0  | 0 | 0 | 0 | 0  | 0  | 0    | Descenso a Segunda Federación                          |
| 17   | Sevilla Atlético               | 0    | 0  | 0 | 0 | 0 | 0  | 0  | 0    | Descenso a Segunda Federación                          |
| 18   | S. D. Tarazona                 | 0    | 0  | 0 | 0 | 0 | 0  | 0  | 0    | Descenso a Segunda Federación                          |
| 19   | C. D. Teruel                   | 0    | 0  | 0 | 0 | 0 | 0  | 0  | 0    | Descenso a Segunda Federación                          |
| 20   | Villarreal C. F. "B"           | 0    | 0  | 0 | 0 | 0 | 0  | 0  | 0    | Descenso a Segunda Federación                          |

Los primeros partidos se disputarán el 30 de agosto de 2025.
 Fuente: BeSoccer

#### Evolución de la clasificación
| Jornada                  | 1 | 2 | 3 | 4 | 5 | 6 | 7 | 8 | 9 | 10 | 11 | 12 | 13 | 14 | 15 | 16 | 17 | 18 | 19 | 20 | 21 | 22 | 23 | 24 | 25 | 26 | 27 | 28 | 29 | 30 | 31 | 32 | 33 | 34 | 35 | 36 | 37 | 38 |
| Equipo                   |   |   |   |   |   |   |   |   |   |    |    |    |    |    |    |    |    |    |    |    |    |    |    |    |    |    |    |    |    |    |    |    |    |    |    |    |    |    |
| ------------------------ | - | - | - | - | - | - | - | - | - | -- | -- | -- | -- | -- | -- | -- | -- | -- | -- | -- | -- | -- | -- | -- | -- | -- | -- | -- | -- | -- | -- | -- | -- | -- | -- | -- | -- | -- |
| Alcorcón                 |   |   |   |   |   |   |   |   |   |    |    |    |    |    |    |    |    |    |    |    |    |    |    |    |    |    |    |    |    |    |    |    |    |    |    |    |    |    |
| Algeciras                |   |   |   |   |   |   |   |   |   |    |    |    |    |    |    |    |    |    |    |    |    |    |    |    |    |    |    |    |    |    |    |    |    |    |    |    |    |    |
| Antequera                |   |   |   |   |   |   |   |   |   |    |    |    |    |    |    |    |    |    |    |    |    |    |    |    |    |    |    |    |    |    |    |    |    |    |    |    |    |    |
| Atlético Madrileño       |   |   |   |   |   |   |   |   |   |    |    |    |    |    |    |    |    |    |    |    |    |    |    |    |    |    |    |    |    |    |    |    |    |    |    |    |    |    |
| Atlético Sanluqueño      |   |   |   |   |   |   |   |   |   |    |    |    |    |    |    |    |    |    |    |    |    |    |    |    |    |    |    |    |    |    |    |    |    |    |    |    |    |    |
| Betis Deportivo          |   |   |   |   |   |   |   |   |   |    |    |    |    |    |    |    |    |    |    |    |    |    |    |    |    |    |    |    |    |    |    |    |    |    |    |    |    |    |
| Cartagena                |   |   |   |   |   |   |   |   |   |    |    |    |    |    |    |    |    |    |    |    |    |    |    |    |    |    |    |    |    |    |    |    |    |    |    |    |    |    |
| Eldense                  |   |   |   |   |   |   |   |   |   |    |    |    |    |    |    |    |    |    |    |    |    |    |    |    |    |    |    |    |    |    |    |    |    |    |    |    |    |    |
| Europa                   |   |   |   |   |   |   |   |   |   |    |    |    |    |    |    |    |    |    |    |    |    |    |    |    |    |    |    |    |    |    |    |    |    |    |    |    |    |    |
| Gimnàstic de Tarragona   |   |   |   |   |   |   |   |   |   |    |    |    |    |    |    |    |    |    |    |    |    |    |    |    |    |    |    |    |    |    |    |    |    |    |    |    |    |    |
| Hércules                 |   |   |   |   |   |   |   |   |   |    |    |    |    |    |    |    |    |    |    |    |    |    |    |    |    |    |    |    |    |    |    |    |    |    |    |    |    |    |
| Ibiza                    |   |   |   |   |   |   |   |   |   |    |    |    |    |    |    |    |    |    |    |    |    |    |    |    |    |    |    |    |    |    |    |    |    |    |    |    |    |    |
| Juventud de Torremolinos |   |   |   |   |   |   |   |   |   |    |    |    |    |    |    |    |    |    |    |    |    |    |    |    |    |    |    |    |    |    |    |    |    |    |    |    |    |    |
| Marbella                 |   |   |   |   |   |   |   |   |   |    |    |    |    |    |    |    |    |    |    |    |    |    |    |    |    |    |    |    |    |    |    |    |    |    |    |    |    |    |
| Real Murcia              |   |   |   |   |   |   |   |   |   |    |    |    |    |    |    |    |    |    |    |    |    |    |    |    |    |    |    |    |    |    |    |    |    |    |    |    |    |    |
| Sabadell                 |   |   |   |   |   |   |   |   |   |    |    |    |    |    |    |    |    |    |    |    |    |    |    |    |    |    |    |    |    |    |    |    |    |    |    |    |    |    |
| Sevilla Atlético         |   |   |   |   |   |   |   |   |   |    |    |    |    |    |    |    |    |    |    |    |    |    |    |    |    |    |    |    |    |    |    |    |    |    |    |    |    |    |
| Tarazona                 |   |   |   |   |   |   |   |   |   |    |    |    |    |    |    |    |    |    |    |    |    |    |    |    |    |    |    |    |    |    |    |    |    |    |    |    |    |    |
| Teruel                   |   |   |   |   |   |   |   |   |   |    |    |    |    |    |    |    |    |    |    |    |    |    |    |    |    |    |    |    |    |    |    |    |    |    |    |    |    |    |
| Villarreal "B"           |   |   |   |   |   |   |   |   |   |    |    |    |    |    |    |    |    |    |    |    |    |    |    |    |    |    |    |    |    |    |    |    |    |    |    |    |    |    |

(*) Con partido(s) pendiente(s).

#### Resultados
| Local \ Visitante      | ALC | ALG | ANT | ATM | ATS | BET | CAR | ELD | EUR | GIM | HER | IBI | JUV | MAR | RMU | SAB | SVA | TAR | TER | VIB |
| ---------------------- | --- | --- | --- | --- | --- | --- | --- | --- | --- | --- | --- | --- | --- | --- | --- | --- | --- | --- | --- | --- |
| Alcorcón               | —   |     |     |     |     |     |     |     |     |     |     |     |     |     |     |     |     |     |     |     |
| Algeciras              |     | —   |     |     |     |     |     |     |     |     |     |     |     |     |     |     |     |     |     |     |
| Antequera              |     |     | —   |     |     |     |     |     |     |     |     |     |     |     |     |     |     |     |     |     |
| Atlético de Madrid "B" |     |     |     | —   |     |     |     |     |     |     |     |     |     |     |     |     |     |     |     |     |
| Atlético Sanluqueño    |     |     |     |     | —   |     |     |     |     |     |     |     |     |     |     |     |     |     |     |     |
| Betis Deportivo        |     |     |     |     |     | —   |     |     |     |     |     |     |     |     |     |     |     |     |     |     |
| Cartagena              |     |     |     |     |     |     | —   |     |     |     |     |     |     |     |     |     |     |     |     |     |
| Eldense                |     |     |     |     |     |     |     | —   |     |     |     |     |     |     |     |     |     |     |     |     |
| Europa                 |     |     |     |     |     |     |     |     | —   |     |     |     |     |     |     |     |     |     |     |     |
| Gimnàstic              |     |     |     |     |     |     |     |     |     | —   |     |     |     |     |     |     |     |     |     |     |
| Hércules               |     |     |     |     |     |     |     |     |     |     | —   |     |     |     |     |     |     |     |     |     |
| Ibiza                  |     |     |     |     |     |     |     |     |     |     |     | —   |     |     |     |     |     |     |     |     |
| Juventud Torremolinos  |     |     |     |     |     |     |     |     |     |     |     |     | —   |     |     |     |     |     |     |     |
| Marbella               |     |     |     |     |     |     |     |     |     |     |     |     |     | —   |     |     |     |     |     |     |
| Real Murcia            |     |     |     |     |     |     |     |     |     |     |     |     |     |     | —   |     |     |     |     |     |
| Sabadell               |     |     |     |     |     |     |     |     |     |     |     |     |     |     |     | —   |     |     |     |     |
| Sevilla Atlético       |     |     |     |     |     |     |     |     |     |     |     |     |     |     |     |     | —   |     |     |     |
| Tarazona               |     |     |     |     |     |     |     |     |     |     |     |     |     |     |     |     |     | —   |     |     |
| Teruel                 |     |     |     |     |     |     |     |     |     |     |     |     |     |     |     |     |     |     | —   |     |
| Villarreal "B"         |     |     |     |     |     |     |     |     |     |     |     |     |     |     |     |     |     |     |     | —   |

#### Máximos goleadores
| Pos. | Jugador | Equipo | Goles | Partidos | Prom. |
| ---- | ------- | ------ | ----- | -------- | ----- |
| 1.º  |         |        |       |          |       |
| 2.º  |         |        |       |          |       |
| 3.º  |         |        |       |          |       |
| 4.º  |         |        |       |          |       |
| 5.º  |         |        |       |          |       |

## Promoción de ascenso a Segunda División

### Clasificados
| Pos | Grupo I      | Grupo II     |
| --- | ------------ | ------------ |
| 2.° | Bandera de ? | Bandera de ? |
| 3.° | Bandera de ? | Bandera de ? |
| 4.° | Bandera de ? | Bandera de ? |
| 5.° | Bandera de ? | Bandera de ? |

### Cuadro
|  | Semifinales   | Semifinales   | Semifinales   | Semifinales   |  |  | Final         | Final         | Final         | Final         |  |
|  | junio de 2026 | junio de 2026 | junio de 2026 | junio de 2026 |  |  | junio de 2026 | junio de 2026 | junio de 2026 | junio de 2026 |  |
|  |               |               |               |               |  |  |               |               |               |               |  |
|  |               |               |               |               |  |  |               |               |               |               |  |
|  | 2.º (I)       |               |               |               |  |  |               |               |               |               |  |
|  |               |               |               |               |  |  |               |               |               |               |  |
|  | 5.º (II)      |               |               |               |  |  |               |               |               |               |  |
|  |               | Bandera de ?  |               |               |  |  |               |               |               |               |  |
|  |               |               |               |               |  |  |               |               |               |               |  |
|  |               |               | Bandera de ?  |               |  |  |               |               |               |               |  |
|  | 3.º (II)      |               |               |               |  |  |               |               |               |               |  |
|  |               |               |               |               |  |  |               |               |               |               |  |
|  | 4.º (I)       |               |               |               |  |  |               |               |               |               |  |
|  |               |               |               |               |  |  |               |               |               |               |  |
|  |               |               |               |               |  |  |               |               |               |               |  |

|  | Semifinales   | Semifinales   | Semifinales   | Semifinales   |  |  | Final         | Final         | Final         | Final         |  |
|  | junio de 2026 | junio de 2026 | junio de 2026 | junio de 2026 |  |  | junio de 2026 | junio de 2026 | junio de 2026 | junio de 2026 |  |
|  |               |               |               |               |  |  |               |               |               |               |  |
|  |               |               |               |               |  |  |               |               |               |               |  |
|  | 5.º (I)       |               |               |               |  |  |               |               |               |               |  |
|  |               |               |               |               |  |  |               |               |               |               |  |
|  | 2.º (II)      |               |               |               |  |  |               |               |               |               |  |
|  |               | Bandera de ?  |               |               |  |  |               |               |               |               |  |
|  |               |               |               |               |  |  |               |               |               |               |  |
|  |               |               | Bandera de ?  |               |  |  |               |               |               |               |  |
|  | 3.º (I)       |               |               |               |  |  |               |               |               |               |  |
|  |               |               |               |               |  |  |               |               |               |               |  |
|  | 4.º (II)      |               |               |               |  |  |               |               |               |               |  |
|  |               |               |               |               |  |  |               |               |               |               |  |
|  |               |               |               |               |  |  |               |               |               |               |  |

### Semifinales

#### Semifinal 1
| Ida; junio de 2026 | 5.º Grupo II | vs. | 2.º Grupo I |  |  |

| Vuelta; junio de 2026 | 2.º Grupo I | vs. | 5.º Grupo II |  |  |

| Pasa a la final |

#### Semifinal 2
| Ida; junio de 2026 | 4.º Grupo I | vs. | 3.º Grupo II |  |  |

| Vuelta; junio de 2026 | 3.º Grupo II | vs. | 4.º Grupo I |  |  |

| Pasa a la final |

#### Semifinal 3
| Ida; junio de 2026 | 5.º Grupo I | vs. | 2.º Grupo II |  |  |

| Vuelta; junio de 2026 | 2.º Grupo II | vs. | 5.º Grupo I |  |  |

| Pasa a la final |

#### Semifinal 4
| Ida; junio de 2026 | 4.º Grupo II | vs. | 3.º Grupo I |  |  |

| Vuelta; junio de 2026 | 3.º Grupo I | vs. | 4.º Grupo II |  |  |

| Pasa a la final |

### Finales

#### Final 1
| Ida; junio de 2026 | Vencedor Semifinal 1 o 2 (Pos. Inf.) | vs. | Vencedor Semifinal 1 o 2 (Pos. Sup.) |  |  |

| Vuelta; junio de 2026 | Vencedor Semifinal 1 o 2 (Pos. Sup.) | vs. | Vencedor Semifinal 1 o 2 (Pos. Inf.) |  |  |

#### Final 2
| Ida; junio de 2026 | Vencedor Semifinal 3 o 4 (Pos. Inf.) | vs. | Vencedor Semifinal 3 o 4 (Pos. Sup.) |  |  |

| Vuelta; junio de 2026 | Vencedor Semifinal 3 o 4 (Pos. Sup.) | vs. | Vencedor Semifinal 3 o 4 (Pos. Inf.) |  |  |

| Ascienden a Segunda División |

### Final

#### Final 1
| Ida; junio de 2026 | Vencedor Semifinal 1 o 2 (Pos. Inf.) | vs. | Vencedor Semifinal 1 o 2 (Pos. Sup.) |  |  |

| Vuelta; junio de 2026 | Vencedor Semifinal 1 o 2 (Pos. Sup.) | vs. | Vencedor Semifinal 1 o 2 (Pos. Inf.) |  |  |

#### Final 2
| Ida; junio de 2026 | Vencedor Semifinal 3 o 4 (Pos. Inf.) | vs. | Vencedor Semifinal 3 o 4 (Pos. Sup.) |  |  |

| Vuelta; junio de 2026 | Vencedor Semifinal 3 o 4 (Pos. Sup.) | vs. | Vencedor Semifinal 3 o 4 (Pos. Inf.) |  |  |

| Ascienden a Segunda División |

## Clasificados para la Copa del Rey 2026-27
Se clasifican los cinco mejores de cada grupo (salvo los filiales, ya que no participan en dicha competición).
| Bandera de ? | Bandera de ? | Bandera de ? | Bandera de ? | Bandera de ? |
|              |              |              |              |              |
| ?º Grupo 1   | ?º Grupo 1   | ?º Grupo 1   | ?º Grupo 1   | ?º Grupo 1   |

| Bandera de ? | Bandera de ? | Bandera de ? | Bandera de ? | Bandera de ? |
|              |              |              |              |              |
| ?º Grupo 2   | ?º Grupo 2   | ?º Grupo 2   | ?º Grupo 2   | ?º Grupo 2   |